# Julius Schlichting
Julius Schlichting (* 1835 in Gemünd, Kreis Schleiden; † 18. November 1894 in Charlottenburg) war ein deutscher Wasserbauingenieur und Hochschullehrer.

## Leben
Julius Schlichting lehrte als Professor an der Königlich Technischen Hochschule Charlottenburg Wasserbau und leitete dort das Laboratorium für Wasserbau. Von 1888 bis 1889 war er Rektor der Hochschule und von 1892 bis 1893 Vorsteher der Abteilung für Bauingenieurwesen.
Bei dem 1. Internationalen Kongress für Binnenschifffahrt 1885 in Brüssel, dem 2. Kongress 1886 in Wien und dem 3. Kongress 1888 in Frankfurt am Main nahm er als Vertreter der preußischen Technischen Hochschulen und Vorsitzender des Centralvereins für Hebung der deutschen Fluß- und Canalschiffahrt teil.
In seiner Forschungstätigkeit und seinen Schriften befasste er sich insbesondere mit der Regulierung von Flussläufen und der Verbesserung der Schiffbarkeit von Flüssen. Nach seinem frühen Tod wurde 1895 Johann Friedrich Bubendey zu seinem Nachfolger berufen.
Schlichtings Sohn aus seiner Ehe mit Georgine Goppelt war der Künstler Max Schlichting.

## Werke
- Canalisation der Mosel von Arnaville bis Metz. 1874.
- Generelles Project zur Anlage des Rhein-Issel-Kanals, einer Verbindung des Rheins bei Rees mit der Issel unterhalb Anholt im Schiffahrts- und Landesmeliorations-Interesse. 1878.
- Über die Wasserstrassen Frankreichs insbesondere über die Flüsse Seine, Loire, Saône und Rhône. 1880.
- Die Regulierung und Kanalisierung der schiffbaren Flüsse oberhalb der Flutgrenze des Meeres. 1882.
- Normalprofile für Binnenschiffahrts-Kanäle und Dimensionierung der Bauwerke auf künstlichen Binnenwasserstrassen. 1886.
- Verbesserung der Schiffbarkeit der Flüsse oberhalb der Fluthgrenze des Meeres. 1888 (zusammen mit Ernst Wallandt).
- Die Aufgaben der Hydrotechnik. Rede zum Geburtstag von Kaiser Wilhelm II. in der Aula der Königlichen Technischen Hochschule zu Berlin am 26. Januar 1889.